# Элеонора (великая герцогиня Гессенская)
Элеонора Эрнестина Мария Сольмс-Гогенсольмс-Лихская (нем. Eleonore Ernestine Marie Prinzessin zu Solms-Hohensolms-Lich; 17 сентября 1871, Лих, Гессен — 16 ноября 1937, Остенде, Западная Фландрия) — принцесса Сольмская, вторая супруга Эрнста Людвига, великого герцога Гессенского и Рейнского.

## Биография
Элеонора была четвёртым ребёнком и второй дочерью принца Германа Гогенсольмского (1834—1898) и его жены, графини Агнессы Штольберг-Вернигеродской (1836—1907). Помимо Элеоноры в семье также было два сына, ─ Август (род. 1862) и Герман (род. 1864), и дочь Анна-Луиза (1869—1925). Элеонора была младшим и самым любимым ребёнком в семье. 
Элеонора вышла замуж за Эрнста Людвига, великого герцога Гессенского и Рейнского, в Дармштадте 2 февраля 1905 года. Вероятно знакомство Элеоноры и Людвига произошло в конце 1890-х. Возможно именно тогда принцесса Сольмская стала для него хорошей подругой, утешавшей его во время развода с первой супругой. Его первой женой была принцесса Виктория Мелита Саксен-Кобург-Готская. Они развелись 21 декабря 1901 года по причине «непримиримой взаимной антипатии» специальным вердиктом Верховного суда Гессена.
У Эрнста Людвига и Элеоноры родилось двое сыновей:
- Георг Донатус (1906—1937), женился на принцессе Сесилии Греческой и Датской, сестре принца Филиппа, герцога Эдинбургского;
- Людвиг, принц Гессенский и Рейнский (1908—1968). Был женат на Маргарет Геддес, дочери лорда Геддеса.

Элеонора погибла в авиакатастрофе, когда летела на свадьбу к своему сыну Людвигу в Лондон. Вместе с ней в самолёте летели и погибли её старший сын Георг Донатус, его жена принцесса Сесилия и их двое сыновей, Людвиг и Александр.

## Титулы
- принцесса Гогенсольмс-Лихская (Сольмская) ─ до 1905 года.
- Великая герцогиня Гессенская и Рейнская ─ с 1905 года.